# Candida piceae
Candida piceae är en svampart som beskrevs av Kurtzman 2000. Candida piceae ingår i släktet Candida, ordningen Saccharomycetales, klassen Saccharomycetes, divisionen sporsäcksvampar och riket svampar.   Inga underarter finns listade i Catalogue of Life.